# ستيفان باجيتش
ستيفان باجيتش (مواليد 23 ديسمبر 2001) هو لاعب كرة قدم فرنسي يلعب كحارس مرمى في نادي سانت إتيان.

## روابط خارجية
- ستيفان باجيتش على موقع الاتحاد الأوربي (الإنجليزية)
- ستيفان باجيتش على موقع رابطة كرة القدم الفرنسية للمحترفين (الإنجليزية)
- ستيفان باجيتش على موقع إي إس بي إن إف سي (الإنجليزية)
- ستيفان باجيتش على موقع قاعدة بيانات كرة القدم.إي يو (الإنجليزية)
- ستيفان باجيتش على موقع ليكيب (الفرنسية)
- ستيفان باجيتش على موقع Soccerbase.com (لاعب) (الإنجليزية)
- ستيفان باجيتش على موقع Soccerway.com (الإنجليزية)
- ستيفان باجيتش على موقع عالم كرة القدم.نت (الإنجليزية)
- ستيفان باجيتش على موقع أوليمبيديا (الإنجليزية)